# Корнилов, Юрий Иванович
Корнилов Юрий Иванович (1 ноября 1933, Свердловск, РСФСР, СССР — 15 мая 2021, Москва, Россия) — советский работник органов государственной безопасности, начальник УКГБ СССР по Свердловской области (1975—1990), народный депутат РСФСР (1990—1993).

## Образование
В 1956 году окончил инженерно-экономический факультет Уральского политехнического института им. С.М. Кирова.

## Биография
После окончания института работал на Березниковском азотно-туковом заводе — нормировщик, старший инженер цеха. Затем вернулся в Свердловск, где сначала был научным сотрудником Института металлургии Уральского филиала АН СССР, а затем начальником планово-распределительного бюро цеха Уральского электромеханического завода, одновременно был заместителем секретаря парткома завода. В 1968—1972 годах — 2-й, затем 1-й секретарь Кировского райкома КПСС г. Свердловска.
В 1972 году по «партийному набору» призван на службу в КГБ при СМ СССР, где сразу же занял должность заместителя начальника управления КГБ по Свердловской области. В 1975 году стал начальником управления.
Избирался депутатом Верховных Советов РСФСР X и XI созывов (1980—1990). В марте 1990 года избран народным депутатом РСФСР по 675-му территориальному избирательному округу. Был членом Комитета Верховного Совета РСФСР по делам женщин, охраны семьи, материнства и детства, а также членом мандатной комиссии. В том же году был освобождён от должности начальника УКГБ и назначен старшим консультантом группы консультантов при председетеле КГБ СССР.
3 апреля 1992 года назначен заместителем председателя Комитета драгоценных металлов и драгоценных камней при Министерстве финансов Российской Федерации. С мая 1993 года (после преобразования комитета) — заместитель председателя Комитета Российской Федерации по драгоценным металлам и драгоценным камням (Роскомдрагмета). Находился в должности вплоть до упразднения комитета в 1996 году. После отставки работал в бизнес-структурах: был вице-президентом нефтеторгового холдинга «МЭС» и советником по экономической безопасности Уралпромстройбанка.
Профессор Академии Федеральной службы безопасности Российской Федерации, генерал-майор  в отставке.
Умер 15 мая 2021 года в возрасте 87 лет.

## Упоминания в литературе
В книге мемуаров Бориса Ельцина «Исповедь на заданную тему» упоминается проходившая в его присутствии беседа Корнилова и заместителя председателя КГБ генерал-лейтенанта Владимира Пирожкова, имевшая место через некоторое время после событий 1979 года в Свердловске:
Это было в первые годы моей работы [секретарём Свердловского обкома]. Сидели у меня втроём — я, Пирожков, Корнилов. Шла спокойная беседа, и Корнилов, между прочим, сказал, что управление КГБ работает дружно с обкомом партии. И вдруг Пирожков рявкнул: «Генерал Корнилов, встать!». Тот вскочил, руки по швам. Я тоже в недоумении. Пирожков, чеканя каждую фразу, произнёс: «Зарубите себе на носу, генерал, во всей своей деятельности вы должны не дружно работать с партийными органами, а вы обязаны работать под их руководством и только». Такая вот забавная воспитательная сцена произошла.

## Награды
- 2 ордена Трудового Красного Знамени;
- орден Красной Звезды;
- орден «Знак Почёта»;
- почётный сотрудник органов госбезопасности;
- 14 медалей.